# هلیکال
هلیکال (انگلیسی: Helical) شرکت املاک بریتانیایی است، که در سال ۱۹۱۹ تأسیس شد.